# Imi N'Tayart
Imi N Tayart (franska: Imi N Tayart (CR), Imi N Tayart (Commune Rurale), arabiska: ايماون) är en kommun i Marocko.   Den ligger i provinsen Taroudannt och regionen Souss-Massa, i den centrala delen av landet, 400 km söder om huvudstaden Rabat. Antalet invånare är 2 366.